# Kanton Audun-le-Roman
Audun-le-Roman is een voormalig kanton van het Franse departement Meurthe-et-Moselle. Het kanton maakte deel uit van het arrondissement Briey.
Begin 2015 werd het kanton opgeheven. De gemeente Saint-Supplet werd toegevoegd aan het kanton Mont-Saint-Martin, de gemeenten Crusnes, Errouville en Serrouville aan het aangrenzende kanton Villerupt en de overige gemeenten aan het nieuw opgerichte kanton Pays de Briey.

## Gemeenten
Het kanton Audun-le-Roman omvatte de volgende gemeenten:
- Anderny
- Audun-le-Roman (hoofdplaats)
- Avillers
- Bettainvillers
- Beuvillers
- Crusnes
- Domprix
- Errouville
- Joppécourt
- Joudreville
- Landres
- Mairy-Mainville
- Malavillers
- Mercy-le-Bas
- Mercy-le-Haut
- Mont-Bonvillers
- Murville
- Piennes
- Preutin-Higny
- Saint-Supplet
- Sancy
- Serrouville
- Trieux
- Tucquegnieux
- Xivry-Circourt